# Harry Whelehan
Harold „Harry“ Whelehan (* 12. Juni 1944 in Dublin, Irland) ist ein ehemaliger irischer Rechtsanwalt (Barrister), Attorney General of Ireland von 1991 bis 1994 und Richter und Präsident des High Court 1994.

## Biographie
Whelehan studierte Rechts- und Wirtschaftswissenschaften am University College Dublin und wurde zum Rechtsanwalt am King’s Inns zugelassen. 
Am 26. September 1991 wurde er vom Taoiseach Charles Haughey zum Attorney General ernannt. Auch nach dem Regierungswechsel behielt er diese Position unter dem Taoiseach Albert Reynolds. 

### „X Case“
In seine Amtszeit fiel der sog. „X Case“. Er verfügte eine Strafverfolgung einer 14-jährigen (genannt „X“), die wegen einer Vergewaltigung zur Abtreibung nach Großbritannien ausreiste. Whelehan stufte 1992 wegen der achten Ergänzung der irischen Verfassung (Recht des ungeborenen Lebens) ein solches Verhalten als strafbar ein.

### Regierungskrise 1994
1993 verzögerte er absichtlich die Zustimmung zur Auslieferung eines Priesters an die nordirischen Strafverfolgungsbehörden. Der Priester Brendan Smythe war beschuldigt worden, mehr als hundert Kinder sexuell missbraucht zu haben. Der Koalitionspartner, die Irish Labour Party, kritisierte dieses Vorgehen. 
Bereits Anfang des Jahres 1994 zeichnete sich ab, dass hohe Richterposten in dem Jahr besetzt werden müssten, insbesondere der des Präsidenten am High Court. Whelehan äußerte sein Interesse. Der stellvertretende Premierminister (Tánaiste) Dick Spring von der koalierenden Irish Labour Party lehnte Whelehan ab. Bei einer Kabinettssitzung am 11. November 1994, bei der alle Labour-Mitglieder fehlten, ernannte ihn der Taoiseach Reynolds zum Präsidenten am High Court. Die Präsidentin Mary Robinson bestätigte am 15. November die Ernennung und nahm ihm den Eid ab. Sofort begann er mit Anhörungen.
Die Mitglieder der Irish Labour Party protestierten gegen die Entscheidung. Zur Abwendung einer Kabinettskrise versuchte Reynolds noch im Kabinett die Sache zu entschärfen, indem er die Ernennung bedauerte. Harry Whelehan verweigerte zunächst den ihm angedienten Rücktritt. Durch den fortdauernden Protest trat er dann aber doch am 17. November 1994 vom Präsidentenamt des High Courts zurück. Das Richteramt am High Court legte er am 4. Dezember 1994 nieder. Durch eine Ausnahmegenehmigung durfte er dann wieder als Rechtsanwalt arbeiten.